# Prickig flinkspindel
Prickig flinkspindel (Phrurolithus minimus) är en spindelart som beskrevs av Carl Ludwig Koch 1839. Prickig flinkspindel ingår i släktet Phrurolithus och familjen flinkspindlar. Enligt den svenska rödlistan är arten sårbar i Sverige. Arten förekommer i Götaland, Gotland, Öland och Svealand. Artens livsmiljö är skogslandskap, våtmarker, jordbrukslandskap. Inga underarter finns listade i Catalogue of Life.